# Listeria costaricensis
Espèce
Listeria costaricensis est une espèce de bactéries du genre Listeria découverte dans un drainage au Costa Rica par le Costa Rican Institute of Technology et l'Institut Pasteur. Elle semble ne pas être pathogène.

## Publication originale
(en) Kattia Núñez-Montero, Alexandre Leclercq, Alexandra Moura, Guillaume Vales, Johnny Peraza, Javier Pizarro-Cerdá et Marc Lecuit, « Listeria costaricensis sp. nov. », International Journal of Systematic and Evolutionary Microbiology, Society for General Microbiology (d), vol. 68, no 3,‎ 30 janvier 2018, p. 844-850 (ISSN 1466-5026 et 1466-5034, OCLC 807119723, PMID 29458479, DOI 10.1099/IJSEM.0.002596).